# Krystian Łuczak (ur. 1949)
Krystian Walery Łuczak (ur. 20 listopada 1949 w Inowrocławiu) – polski polityk i działacz partyjny, w latach 1981–1989 I sekretarz Komitetu Wojewódzkiego PZPR we Włocławku, poseł na Sejm IV i V kadencji.

## Życiorys
Ukończył w 1990 studia na Wydziale Społeczno-Politycznym Akademii Nauk Społecznych w Warszawie. W latach 1973–1975 był przewodniczącym zarządu miejskiego Związku Socjalistycznej Młodzieży Polskiej, a od 1975 do 1976 sekretarzem rady wojewódzkiej Federacji Socjalistycznych Związków Młodzieży Polskiej. Od 1968 do 1990 był członkiem Polskiej Zjednoczonej Partii Robotniczej. Od 1976 do 1981 zajmował stanowisko I sekretarza komitetu miejsko-gminnego w Lubrańcu. Od 1981 do 1989 pełnił funkcję I sekretarza komitetu wojewódzkiego PZPR we Włocławku. W latach 1986–1990 był członkiem Komitetu Centralnego PZPR.
W 1989 został prezesem zarządu spółki prawa handlowego. Po przemianach politycznych należał do Socjaldemokracji Rzeczypospolitej Polskiej, a w 1999 przystąpił do Sojuszu Lewicy Demokratycznej. Był przewodniczącym struktur tej partii w województwie kujawsko-pomorskim.
Od 1998 do 2001 pełnił funkcję wiceprzewodniczącego sejmiku kujawsko-pomorskiego. W latach 2001–2007 sprawował przez dwie kadencje mandat posła na Sejm IV i V kadencji, reprezentując okręg toruński (w 2001 uzyskał 7088 głosów, w 2005 poparło go 5824 głosujących). W przedterminowych wyborach w 2007 oraz w wyborach w 2011 bez powodzenia ubiegał się o reelekcję z list odpowiednio Lewicy i Demokratów (6312 głosów) i SLD (2980 głosów). W 2010 ponownie został radnym województwa. W 2014 nie uzyskał reelekcji.

## Odznaczenia
- Krzyż Kawalerski Orderu Odrodzenia Polski
- Brązowy Krzyż Zasługi